# ATP Tour 2025
L'ATP Tour 2025 è un insieme di tornei organizzati dall'ATP comprendente i tornei del Grande Slam (supervisionati dall'ITF), le ATP Finals, i Masters 1000, gli ATP 500, gli ATP 250 e la United Cup. Il programma include anche la Coppa Davis (organizzata dall'ITF), le Next Gen ATP Finals e la Laver Cup.

## Calendario
Questo è il calendario completo degli eventi del 2025, con i risultati in progressione dai quarti di finale.
Legenda
| Grande Slam           |
| ATP Finals            |
| ATP Tour Masters 1000 |
| ATP Tour 500          |
| ATP Tour 250          |
| Eventi a squadre      |

### Gennaio
| Settimana             | Torneo | Campioni | Finalisti | Semifinalisti                              | Eliminati ai quarti di finale                                           |
| --------------------- | --- | --- | --- | ------------------------------------------ | ----------------------------------------------------------------------- |
| 30 dicembre 2024      | United Cup Perth e Sydney, Australia Torneo a squadre miste maschile e femminile 5000 $ - Cemento - 18 squadre | Stati Uniti 2-0 | Polonia | Kazakistan Repubblica Ceca                 | Germania Gran Bretagna Cina Italia                                      |
| 30 dicembre 2024      | Brisbane International Brisbane, Australia ATP Tour 250 766 290 $ - Cemento - 32S/24Q/24D Singolare - Doppio | Jiří Lehečka 4-1, rit. | Reilly Opelka | Giovanni Mpetshi Perricard Grigor Dimitrov | Novak Đoković Jakub Menšík Nicolás Jarry Jordan Thompson                |
| 30 dicembre 2024      | Brisbane International Brisbane, Australia ATP Tour 250 766 290 $ - Cemento - 32S/24Q/24D Singolare - Doppio | Julian Cash Lloyd Glasspool 6-3, 6(2)-7, [10-6] | Jiří Lehečka Jakub Menšík | Giovanni Mpetshi Perricard Grigor Dimitrov | Novak Đoković Jakub Menšík Nicolás Jarry Jordan Thompson                |
| 30 dicembre 2024      | Hong Kong Tennis Open Hong Kong, Cina ATP Tour 250 766 290 $ - Cemento - 28S/16Q/16D Singolare - Doppio | Alexandre Müller 2-6, 6-1, 6-3 | Kei Nishikori | Shang Juncheng Jaume Munar                 | Fábián Marozsán Cameron Norrie Arthur Fils Lorenzo Musetti              |
| 30 dicembre 2024      | Hong Kong Tennis Open Hong Kong, Cina ATP Tour 250 766 290 $ - Cemento - 28S/16Q/16D Singolare - Doppio | Sander Arends Luke Johnson 7-5, 4-6, [10-7] | Karen Chačanov Andrej Rublëv | Shang Juncheng Jaume Munar                 | Fábián Marozsán Cameron Norrie Arthur Fils Lorenzo Musetti              |
| 6 gennaio             | Adelaide International Adelaide, Australia ATP Tour 250 766 290 $ - Cemento - 28S/16Q/24D Singolare - Doppio | Félix Auger-Aliassime 6-3, 3-6, 6-1 | Sebastian Korda | Tommy Paul Miomir Kecmanović               | Rinky Hijikata Marcos Giron Benjamin Bonzi Thanasi Kokkinakis           |
| 6 gennaio             | Adelaide International Adelaide, Australia ATP Tour 250 766 290 $ - Cemento - 28S/16Q/24D Singolare - Doppio | Simone Bolelli Andrea Vavassori 4-6, 7-6(4), [11-9] | Kevin Krawietz Tim Pütz | Tommy Paul Miomir Kecmanović               | Rinky Hijikata Marcos Giron Benjamin Bonzi Thanasi Kokkinakis           |
| 6 gennaio             | Auckland Open Auckland, Nuova Zelanda ATP Tour 250 766 290 $ - Cemento - 28S/16Q/16D Singolare - Doppio | Gaël Monfils 6-3, 6-4 | Zizou Bergs | Nuno Borges Nishesh Basavareddy            | Jakub Menšík Roberto Carballés Baena Facundo Díaz Acosta Alex Michelsen |
| 6 gennaio             | Auckland Open Auckland, Nuova Zelanda ATP Tour 250 766 290 $ - Cemento - 28S/16Q/16D Singolare - Doppio | Nikola Mektić Michael Venus w/o | Christian Harrison Rajeev Ram | Nuno Borges Nishesh Basavareddy            | Jakub Menšík Roberto Carballés Baena Facundo Díaz Acosta Alex Michelsen |
| 12 gennaio 26 gennaio | Australian Open Melbourne, Australia Grande Slam 43 250 000 A$ - Cemento - 128S/128Q/64D/32X Singolare - Doppio - Doppio misto | Jannik Sinner 6-3, 7-6(4), 6-3 | Alexander Zverev | Ben Shelton Novak Đoković                  | Alex de Minaur Lorenzo Sonego Carlos Alcaraz Tommy Paul                 |
| 12 gennaio 26 gennaio | Australian Open Melbourne, Australia Grande Slam 43 250 000 A$ - Cemento - 128S/128Q/64D/32X Singolare - Doppio - Doppio misto | Harri Heliövaara Henry Patten 6(16)-7, 7-6(5), 6-3 | Simone Bolelli Andrea Vavassori | Ben Shelton Novak Đoković                  | Alex de Minaur Lorenzo Sonego Carlos Alcaraz Tommy Paul                 |
| 12 gennaio 26 gennaio | Australian Open Melbourne, Australia Grande Slam 43 250 000 A$ - Cemento - 128S/128Q/64D/32X Singolare - Doppio - Doppio misto | Olivia Gadecki John Peers 3-6, 6-4, [10-6] | Kimberly Birrell John-Patrick Smith | Ben Shelton Novak Đoković                  | Alex de Minaur Lorenzo Sonego Carlos Alcaraz Tommy Paul                 |
| 27 gennaio            | Coppa Davis - Qualificazioni Stoccolma, Svezia – Cemento (i) Montréal, Canada – Cemento (i) Vilnius, Lituania – Cemento (i) Taipei, Taiwan – Cemento (i) Copenaghen, Danimarca – Cemento (i) Osijek, Croazia – Cemento (i) Orléans, Francia – Cemento (i) Bienne, Svizzera – Cemento (i) Ostrava, Rep. Ceca – Cemento (i) Miki, Giappone – Cemento (i) Schwechat, Austria – Terra rossa Hasselt, Belgio – Cemento (i) Fjellhamar, Norvegia – Cemento (i) | Vincenti spareggio Australia 3–1 Ungheria 3-2 Germania 3–1 Stati Uniti 4–0 Danimarca 3–2 Croazia 3–1 Francia 4–0 Spagna 3–1 Rep. Ceca 4–0 Giappone 3–2 Austria 4–0 Belgio 3–1 Argentina 3–2 | Perdenti spareggio Svezia Canada Israele Taipei cinese Serbia Slovacchia Brasile Svizzera Corea del Sud Regno Unito Finlandia Cile Norvegia |                                            |                                                                         |
| 27 gennaio            | Open Sud de France Montpellier, Francia ATP Tour 250 622850 € - Cemento (i) - 28S/16Q/16D Singolare - Doppio | Félix Auger-Aliassime 6-2, 6(7)-7, 7-6(2) | Aleksandar Kovacevic | Andrej Rublëv Jesper de Jong               | Nik'oloz Basilashvili Aleksandr Bublik Tallon Griekspoor Bu Yunchaokete |
| 27 gennaio            | Open Sud de France Montpellier, Francia ATP Tour 250 622850 € - Cemento (i) - 28S/16Q/16D Singolare - Doppio | Robin Haase Botic van de Zandschulp 6(7)-7, 6-3, [10-5] | Tallon Griekspoor Bart Stevens | Andrej Rublëv Jesper de Jong               | Nik'oloz Basilashvili Aleksandr Bublik Tallon Griekspoor Bu Yunchaokete |

### Febbraio
| Settimana   | Torneo | Campioni                                                | Finalisti                      | Semifinalisti                            | Eliminati ai quarti di finale                                       |
| ----------- | --- | ------------------------------------------------------- | ------------------------------ | ---------------------------------------- | ------------------------------------------------------------------- |
| 3 febbraio  | Dallas Open Dallas, Stati Uniti ATP Tour 500 3035960 $ - Cemento (i) - 32S/16Q/16D Singolare - Doppio                   | Denis Shapovalov 7-6(5), 6-3                            | Casper Ruud                    | Tommy Paul Jaume Munar                   | Tomáš Macháč Reilly Opelka Matteo Arnaldi Yoshihito Nishioka        |
| 3 febbraio  | Dallas Open Dallas, Stati Uniti ATP Tour 500 3035960 $ - Cemento (i) - 32S/16Q/16D Singolare - Doppio                   | Christian Harrison Evan King 7-6(4), 7-6(4)             | Ariel Behar Robert Galloway    | Tommy Paul Jaume Munar                   | Tomáš Macháč Reilly Opelka Matteo Arnaldi Yoshihito Nishioka        |
| 3 febbraio  | Rotterdam Open Rotterdam, Paesi Bassi ATP Tour 500 2563150 € - Cemento (i) - 32S/16Q/16D Singolare - Doppio             | Carlos Alcaraz 6-4, 3-6, 6-2                            | Alex de Minaur                 | Hubert Hurkacz Mattia Bellucci           | Pedro Martínez Andrej Rublëv Daniel Altmaier Stefanos Tsitsipas     |
| 3 febbraio  | Rotterdam Open Rotterdam, Paesi Bassi ATP Tour 500 2563150 € - Cemento (i) - 32S/16Q/16D Singolare - Doppio             | Simone Bolelli Andrea Vavassori 6-2, 4-6, [10-6]        | Sander Gillé Jan Zieliński     | Hubert Hurkacz Mattia Bellucci           | Pedro Martínez Andrej Rublëv Daniel Altmaier Stefanos Tsitsipas     |
| 10 febbraio | Delray Beach Open Delray Beach, Stati Uniti ATP Tour 250 710735 $ - Cemento - 28S/16Q/16D Singolare - Doppio            | Miomir Kecmanović 3-6, 6-1, 7-5                         | Alejandro Davidovich Fokina    | Matteo Arnaldi Alex Michelsen            | Taylor Fritz Brandon Nakashima Cameron Norrie Marcos Giron          |
| 10 febbraio | Delray Beach Open Delray Beach, Stati Uniti ATP Tour 250 710735 $ - Cemento - 28S/16Q/16D Singolare - Doppio            | Miomir Kecmanović Brandon Nakashima 7-6(3), 1-6, [10-3] | Christian Harrison Evan King   | Matteo Arnaldi Alex Michelsen            | Taylor Fritz Brandon Nakashima Cameron Norrie Marcos Giron          |
| 10 febbraio | Open 13 Provence Marsiglia, Francia ATP Tour 250 767545 € - Cemento (i) - 28S/16Q/16D Singolare - Doppio                | Ugo Humbert 7-6(4), 6-4                                 | Hamad Međedović                | Daniil Medvedev Zizou Bergs              | Jan-Lennard Struff Daniel Altmaier Zhang Zhizhen Lorenzo Sonego     |
| 10 febbraio | Open 13 Provence Marsiglia, Francia ATP Tour 250 767545 € - Cemento (i) - 28S/16Q/16D Singolare - Doppio                | Benjamin Bonzi Pierre-Hugues Herbert 6-3, 6-4           | Sander Gillé Jan Zieliński     | Daniil Medvedev Zizou Bergs              | Jan-Lennard Struff Daniel Altmaier Zhang Zhizhen Lorenzo Sonego     |
| 10 febbraio | Argentina Open Buenos Aires, Argentina ATP Tour 250 688985 $ - Terra rossa - 28S/16Q/16D Singolare - Doppio             | João Fonseca 6-4, 7-6(1)                                | Francisco Cerúndolo            | Pedro Martínez Laslo Djere               | Alexander Zverev Lorenzo Musetti Thiago Seyboth Wild Mariano Navone |
| 10 febbraio | Argentina Open Buenos Aires, Argentina ATP Tour 250 688985 $ - Terra rossa - 28S/16Q/16D Singolare - Doppio             | Guido Andreozzi Théo Arribagé 7-5, 4-6, [10-7]          | Rafael Matos Marcelo Melo      | Pedro Martínez Laslo Djere               | Alexander Zverev Lorenzo Musetti Thiago Seyboth Wild Mariano Navone |
| 17 febbraio | Qatar Open Doha, Qatar ATP Tour 500 3035960 $ - Cemento - 32S/16Q/16D Singolare - Doppio                                | Andrej Rublëv 7-5, 5-7, 6-1                             | Jack Draper                    | Jiří Lehečka Félix Auger-Aliassime       | Carlos Alcaraz Matteo Berrettini Daniil Medvedev Alex de Minaur     |
| 17 febbraio | Qatar Open Doha, Qatar ATP Tour 500 3035960 $ - Cemento - 32S/16Q/16D Singolare - Doppio                                | Julian Cash Lloyd Glasspool 6-3, 6-2                    | Joe Salisbury Neal Skupski     | Jiří Lehečka Félix Auger-Aliassime       | Carlos Alcaraz Matteo Berrettini Daniil Medvedev Alex de Minaur     |
| 17 febbraio | Rio Open Rio de Janeiro, Brasile ATP Tour 500 2574145 $ - Terra rossa - 32S/16Q/16D Singolare - Doppio                  | Sebastián Báez 6-2, 6-3                                 | Alexandre Müller               | Francisco Comesaña Camilo Ugo Carabelli  | Alexander Zverev Francisco Cerúndolo Tseng Chun-hsin Jaime Faria    |
| 17 febbraio | Rio Open Rio de Janeiro, Brasile ATP Tour 500 2574145 $ - Terra rossa - 32S/16Q/16D Singolare - Doppio                  | Rafael Matos Marcelo Melo 6-2, 7-5                      | Pedro Martínez Jaume Munar     | Francisco Comesaña Camilo Ugo Carabelli  | Alexander Zverev Francisco Cerúndolo Tseng Chun-hsin Jaime Faria    |
| 24 febbraio | Dubai Tennis Championships Dubai, Emirati Arabi Uniti ATP Tour 500 3415700 $ - Cemento - 32S/16Q/16D Singolare - Doppio | Stefanos Tsitsipas 6-3, 6-3                             | Félix Auger-Aliassime          | Tallon Griekspoor Quentin Halys          | Daniil Medvedev Matteo Berrettini Luca Nardi Marin Čilić            |
| 24 febbraio | Dubai Tennis Championships Dubai, Emirati Arabi Uniti ATP Tour 500 3415700 $ - Cemento - 32S/16Q/16D Singolare - Doppio | Yuki Bhambri Alexei Popyrin 3-6, 7-6(12), [10-8]        | Harri Heliövaara Henry Patten  | Tallon Griekspoor Quentin Halys          | Daniil Medvedev Matteo Berrettini Luca Nardi Marin Čilić            |
| 24 febbraio | Abierto Mexicano Acapulco, Messico ATP Tour 500 2763440 $ - Cemento - 32S/16Q/16D Singolare - Doppio                    | Tomáš Macháč 7-6(6), 6-2                                | Alejandro Davidovich Fokina    | Brandon Nakashima Denis Shapovalov       | Learner Tien David Goffin Marcos Giron Rodrigo Pacheco Méndez       |
| 24 febbraio | Abierto Mexicano Acapulco, Messico ATP Tour 500 2763440 $ - Cemento - 32S/16Q/16D Singolare - Doppio                    | Christian Harrison Evan King 6-4, 6-4                   | Sadio Doumbia Fabien Reboul    | Brandon Nakashima Denis Shapovalov       | Learner Tien David Goffin Marcos Giron Rodrigo Pacheco Méndez       |
| 24 febbraio | Chile Open Santiago, Cile ATP Tour 250 710735 $ - Terra rossa - 28S/16Q/16D Singolare - Doppio                          | Laslo Đere 6-4, 3-6, 7-5                                | Sebastián Báez                 | Francisco Cerúndolo Camilo Ugo Carabelli | Tomás Martín Etcheverry Jaime Faria Damir Džumhur Federico Coria    |
| 24 febbraio | Chile Open Santiago, Cile ATP Tour 250 710735 $ - Terra rossa - 28S/16Q/16D Singolare - Doppio                          | Nicolás Barrientos Rithvik Choudary Bollipalli 6-3, 6-2 | Máximo González Andrés Molteni | Francisco Cerúndolo Camilo Ugo Carabelli | Tomás Martín Etcheverry Jaime Faria Damir Džumhur Federico Coria    |

### Marzo
| Settimana         | Torneo | Campioni                                         | Finalisti                                | Semifinalisti                           | Eliminati ai quarti di finale                                         |
| ----------------- | --- | ------------------------------------------------ | ---------------------------------------- | --------------------------------------- | --------------------------------------------------------------------- |
| 3 marzo 10 marzo  | Indian Wells Open Indian Wells, Stati Uniti ATP Tour Masters 1000 9693540 $ - Cemento - 96S/48Q/32D Singolare - Doppio - Doppio misto | Jack Draper 6-2, 6-2                             | Holger Rune                              | Carlos Alcaraz Daniil Medvedev          | Ben Shelton Arthur Fils Francisco Cerúndolo Tallon Griekspoor         |
| 3 marzo 10 marzo  | Indian Wells Open Indian Wells, Stati Uniti ATP Tour Masters 1000 9693540 $ - Cemento - 96S/48Q/32D Singolare - Doppio - Doppio misto | Marcelo Arévalo Mate Pavić 6-3, 6-4              | Sebastian Korda Jordan Thompson          | Carlos Alcaraz Daniil Medvedev          | Ben Shelton Arthur Fils Francisco Cerúndolo Tallon Griekspoor         |
| 3 marzo 10 marzo  | Indian Wells Open Indian Wells, Stati Uniti ATP Tour Masters 1000 9693540 $ - Cemento - 96S/48Q/32D Singolare - Doppio - Doppio misto | Sara Errani Andrea Vavassori 6(3)-7, 6-3, [10-8] | Bethanie Mattek-Sands Mate Pavić         | Carlos Alcaraz Daniil Medvedev          | Ben Shelton Arthur Fils Francisco Cerúndolo Tallon Griekspoor         |
| 17 marzo 24 marzo | Miami Open Miami, Stati Uniti ATP Tour Masters 1000 9193540 $ - Cemento - 96S/48Q/32D Singolare - Doppio                              | Jakub Menšík 7-6(4),7-6(4)                       | Novak Đoković                            | Taylor Fritz Grigor Dimitrov            | Arthur Fils Matteo Berrettini Sebastian Korda Francisco Cerúndolo     |
| 17 marzo 24 marzo | Miami Open Miami, Stati Uniti ATP Tour Masters 1000 9193540 $ - Cemento - 96S/48Q/32D Singolare - Doppio                              | Marcelo Arévalo Mate Pavić 7-6(3), 6-3           | Julian Cash Lloyd Glasspool              | Taylor Fritz Grigor Dimitrov            | Arthur Fils Matteo Berrettini Sebastian Korda Francisco Cerúndolo     |
| 31 marzo          | U.S. Men's Clay Court Championships Houston, Stati Uniti ATP Tour 250 710735 $ - Terra rossa - 28S/16Q/16D Singolare - Doppio         | Jenson Brooksby 6-4, 6-2                         | Frances Tiafoe                           | Tommy Paul Brandon Nakashima            | Colton Smith Aleksandar Kovacevic Christopher Eubanks Alex Michelsen  |
| 31 marzo          | U.S. Men's Clay Court Championships Houston, Stati Uniti ATP Tour 250 710735 $ - Terra rossa - 28S/16Q/16D Singolare - Doppio         | Fernando Romboli John-Patrick Smith 6-1, 6-4     | Federico Agustín Gómez Santiago González | Tommy Paul Brandon Nakashima            | Colton Smith Aleksandar Kovacevic Christopher Eubanks Alex Michelsen  |
| 31 marzo          | Grand Prix Hassan II Marrakech, Marocco ATP Tour 250 622850 € - Terra rossa - 28S/16Q/16D Singolare - Doppio                          | Luciano Darderi 7-6(3), 7-6(4)                   | Tallon Griekspoor                        | Kamil Majchrzak Roberto Carballés Baena | Mattia Bellucci Alexandre Müller Nuno Borges Vít Kopřiva              |
| 31 marzo          | Grand Prix Hassan II Marrakech, Marocco ATP Tour 250 622850 € - Terra rossa - 28S/16Q/16D Singolare - Doppio                          | Petr Nouza Patrik Rikl 6-3, 6-4                  | Hugo Nys Édouard Roger-Vasselin          | Kamil Majchrzak Roberto Carballés Baena | Mattia Bellucci Alexandre Müller Nuno Borges Vít Kopřiva              |
| 31 marzo          | Romanian Open Bucarest, Romania ATP Tour 250 622850 € - Terra rossa - 28S/16Q/16D Singolare - Doppio                                  | Flavio Cobolli 6-4, 6-4                          | Sebastián Báez                           | Márton Fucsovics Damir Džumhur          | Francisco Comesaña Christopher O'Connell Filip Misolic Pedro Martínez |
| 31 marzo          | Romanian Open Bucarest, Romania ATP Tour 250 622850 € - Terra rossa - 28S/16Q/16D Singolare - Doppio                                  | Marcel Granollers Horacio Zeballos 7-6(3), 6-4   | Jakob Schnaitter Mark Wallner            | Márton Fucsovics Damir Džumhur          | Francisco Comesaña Christopher O'Connell Filip Misolic Pedro Martínez |

### Aprile
| Settimana           | Torneo | Campioni                                          | Finalisti                   | Semifinalisti                              | Eliminati ai quarti di finale                                             |
| ------------------- | --- | ------------------------------------------------- | --------------------------- | ------------------------------------------ | ------------------------------------------------------------------------- |
| 7 aprile            | Monte Carlo Masters Monte Carlo, Principato di Monaco ATP Tour Masters 1000 6832435 € - Terra rossa - 56S/28Q/32D Singolare - Doppio  | Carlos Alcaraz 3-6, 6-1, 6-0                      | Lorenzo Musetti             | Alex de Minaur Alejandro Davidovich Fokina | Stefanos Tsitsipas Grigor Dimitrov Alexei Popyrin Arthur Fils             |
| 7 aprile            | Monte Carlo Masters Monte Carlo, Principato di Monaco ATP Tour Masters 1000 6832435 € - Terra rossa - 56S/28Q/32D Singolare - Doppio  | Romain Arneodo Manuel Guinard 1-6, 7-6(8), [10-8] | Julian Cash Lloyd Glasspool | Alex de Minaur Alejandro Davidovich Fokina | Stefanos Tsitsipas Grigor Dimitrov Alexei Popyrin Arthur Fils             |
| 15 aprile           | Barcelona Open Barcellona, Spagna ATP Tour 500 3050800 € - Terra rossa - 32S/24QS/16D Singolare - Doppio                              | Holger Rune 7-6(6), 6-2                           | Carlos Alcaraz              | Arthur Fils Karen Chačanov                 | Alex de Minaur Stefanos Tsitsipas Alejandro Davidovich Fokina Casper Ruud |
| 15 aprile           | Barcelona Open Barcellona, Spagna ATP Tour 500 3050800 € - Terra rossa - 32S/24QS/16D Singolare - Doppio                              | Sander Arends Luke Johnson 6-3, 6(1)-7, [10-6]    | Joe Salisbury Neal Skupski  | Arthur Fils Karen Chačanov                 | Alex de Minaur Stefanos Tsitsipas Alejandro Davidovich Fokina Casper Ruud |
| 15 aprile           | Internazionali di Tennis di Baviera Monaco di Baviera, Germania ATP Tour 500 2747370 € - Terra rossa - 32S/16Q/16D Singolare - Doppio | Alexander Zverev 6-2, 6-4                         | Ben Shelton                 | Fábián Marozsán Francisco Cerúndolo        | Tallon Griekspoor Zizou Bergs David Goffin Luciano Darderi                |
| 15 aprile           | Internazionali di Tennis di Baviera Monaco di Baviera, Germania ATP Tour 500 2747370 € - Terra rossa - 32S/16Q/16D Singolare - Doppio | André Göransson Sem Verbeek 6-4, 6-4              | Kevin Krawietz Tim Pütz     | Fábián Marozsán Francisco Cerúndolo        | Tallon Griekspoor Zizou Bergs David Goffin Luciano Darderi                |
| 21 aprile 28 aprile | Madrid Open Madrid, Spagna ATP Tour Masters 1000 9797365 € - Terra rossa - 96S/48Q/32D Singolare - Doppio                             | Casper Ruud 7-5, 3-6, 6-4                         | Jack Draper                 | Francisco Cerúndolo Lorenzo Musetti        | Jakub Menšík Daniil Medvedev Matteo Arnaldi Gabriel Diallo                |
| 21 aprile 28 aprile | Madrid Open Madrid, Spagna ATP Tour Masters 1000 9797365 € - Terra rossa - 96S/48Q/32D Singolare - Doppio                             | Marcel Granollers Horacio Zeballos 6-4, 6-4       | Marcelo Arévalo Mate Pavić  | Francisco Cerúndolo Lorenzo Musetti        | Jakub Menšík Daniil Medvedev Matteo Arnaldi Gabriel Diallo                |

### Maggio
| Settimana          | Torneo | Campioni                                            | Finalisti                       | Semifinalisti                                 | Eliminati ai quarti di finale                                       |
| ------------------ | --- | --------------------------------------------------- | ------------------------------- | --------------------------------------------- | ------------------------------------------------------------------- |
| 5 maggio 12 maggio | Internazionali d'Italia Roma, Italia ATP Tour Masters 1000 9645265 € - Terra rossa - 96S/48Q/32D Singolare - Doppio        | Carlos Alcaraz 7-6(5), 6-1                          | Jannik Sinner                   | Tommy Paul Lorenzo Musetti                    | Casper Ruud Hubert Hurkacz Jack Draper Alexander Zverev             |
| 5 maggio 12 maggio | Internazionali d'Italia Roma, Italia ATP Tour Masters 1000 9645265 € - Terra rossa - 96S/48Q/32D Singolare - Doppio        | Marcelo Arévalo Mate Pavić 6-4, 6(8)-7, [13-11]     | Sadio Doumbia Fabien Reboul     | Tommy Paul Lorenzo Musetti                    | Casper Ruud Hubert Hurkacz Jack Draper Alexander Zverev             |
| 19 maggio          | Hamburg Open Amburgo, Germania ATP Tour 500 2158560 € - Terra rossa - 32S/24Q/24D Singolare - Doppio                       | Flavio Cobolli 6-2, 6-4                             | Andrej Rublëv                   | Félix Auger-Aliassime Tomás Martín Etcheverry | Alexandre Müller Luciano Darderi Jiří Lehečka Roberto Bautista Agut |
| 19 maggio          | Hamburg Open Amburgo, Germania ATP Tour 500 2158560 € - Terra rossa - 32S/24Q/24D Singolare - Doppio                       | Simone Bolelli Andrea Vavassori 6-4, 6-0            | Andrés Molteni Fernando Romboli | Félix Auger-Aliassime Tomás Martín Etcheverry | Alexandre Müller Luciano Darderi Jiří Lehečka Roberto Bautista Agut |
| 19 maggio          | Geneva Open Ginevra, Svizzera ATP Tour 250 596035 € - Terra rossa - 28S/16Q/16D Singolare - Doppio                         | Novak Đoković 5-7, 7-6(2), 7-6(2)                   | Hubert Hurkacz                  | Sebastian Ofner Cameron Norrie                | Taylor Fritz Karen Chačanov Alexei Popyrin Matteo Arnaldi           |
| 19 maggio          | Geneva Open Ginevra, Svizzera ATP Tour 250 596035 € - Terra rossa - 28S/16Q/16D Singolare - Doppio                         | Sadio Doumbia Fabien Reboul 6(4)-7, 6-4, [11-9]     | Ariel Behar Joran Vliegen       | Sebastian Ofner Cameron Norrie                | Taylor Fritz Karen Chačanov Alexei Popyrin Matteo Arnaldi           |
| 25 maggio 8 giugno | Open di Francia Parigi, Francia Grande Slam 56352000 € - Terra rossa - 128S/128Q/64D/32X Singolare - Doppio - Doppio misto | Carlos Alcaraz 4-6, 6(4)-7, 6-4, 7-6(3), 7-6(2)     | Jannik Sinner                   | Novak Đoković Lorenzo Musetti                 | Aleksandr Bublik Alexander Zverev Frances Tiafoe Tommy Paul         |
| 25 maggio 8 giugno | Open di Francia Parigi, Francia Grande Slam 56352000 € - Terra rossa - 128S/128Q/64D/32X Singolare - Doppio - Doppio misto | Marcel Granollers Horacio Zeballos 6-0, 6(5)-7, 7-5 | Joe Salisbury Neal Skupski      | Novak Đoković Lorenzo Musetti                 | Aleksandr Bublik Alexander Zverev Frances Tiafoe Tommy Paul         |
| 25 maggio 8 giugno | Open di Francia Parigi, Francia Grande Slam 56352000 € - Terra rossa - 128S/128Q/64D/32X Singolare - Doppio - Doppio misto | Sara Errani Andrea Vavassori 6-4, 6-2               | Taylor Townsend Evan King       | Novak Đoković Lorenzo Musetti                 | Aleksandr Bublik Alexander Zverev Frances Tiafoe Tommy Paul         |

### Giugno
| Settimana           | Torneo | Campioni                                            | Finalisti                       | Semifinalisti                           | Eliminati ai quarti di finale                                      |
| ------------------- | --- | --------------------------------------------------- | ------------------------------- | --------------------------------------- | ------------------------------------------------------------------ |
| 9 giugno            | Rosmalen Open 's-Hertogenbosch, Paesi Bassi ATP Tour 250 706850 € - Erba - 28S/16Q/16D Singolare - Doppio                         | Gabriel Diallo 7-5, 7-6(8)                          | Zizou Bergs                     | Reilly Opelka Ugo Humbert               | Daniil Medvedev Mark Lajal Karen Chačanov Nuno Borges              |
| 9 giugno            | Rosmalen Open 's-Hertogenbosch, Paesi Bassi ATP Tour 250 706850 € - Erba - 28S/16Q/16D Singolare - Doppio                         | Matthew Ebden Jordan Thompson 6-4, 3-6, [10-7]      | Julian Cash Lloyd Glasspool     | Reilly Opelka Ugo Humbert               | Daniil Medvedev Mark Lajal Karen Chačanov Nuno Borges              |
| 9 giugno            | Stuttgart Open Stoccarda, Germania ATP Tour 250 751630 € - Erba - 28S/16Q/16D Singolare - Doppio                                  | Taylor Fritz 6-3, 7-6(0)                            | Alexander Zverev                | Félix Auger-Aliassime Ben Shelton       | Brandon Nakashima Jiří Lehečka Justin Engel Márton Fucsovics       |
| 9 giugno            | Stuttgart Open Stoccarda, Germania ATP Tour 250 751630 € - Erba - 28S/16Q/16D Singolare - Doppio                                  | Santiago González Austin Krajicek 6-4, 6-4          | Alex Michelsen Rajeev Ram       | Félix Auger-Aliassime Ben Shelton       | Brandon Nakashima Jiří Lehečka Justin Engel Márton Fucsovics       |
| 16 giugno           | Halle Open Halle, Germania ATP Tour 500 2522220 € - Erba - 32S/24Q/24D Singolare - Doppio                                         | Aleksandr Bublik 6-3, 7-6(4)                        | Daniil Medvedev                 | Karen Chačanov Alexander Zverev         | Tomáš Macháč Tomás Martín Etcheverry Alex Michelsen Flavio Cobolli |
| 16 giugno           | Halle Open Halle, Germania ATP Tour 500 2522220 € - Erba - 32S/24Q/24D Singolare - Doppio                                         | Kevin Krawietz Tim Pütz 6-3,7-6(4)                  | Simone Bolelli Andrea Vavassori | Karen Chačanov Alexander Zverev         | Tomáš Macháč Tomás Martín Etcheverry Alex Michelsen Flavio Cobolli |
| 16 giugno           | Queen's Club Championships Londra, Gran Bretagna ATP Tour 500 2522220 € - Erba - 32S/24Q/24D Singolare - Doppio                   | Carlos Alcaraz 7-5, 6(5)-7, 6-2                     | Jiří Lehečka                    | Roberto Bautista Agut Jack Draper       | Arthur Rinderknech Holger Rune Jacob Fearnley Brandon Nakashima    |
| 16 giugno           | Queen's Club Championships Londra, Gran Bretagna ATP Tour 500 2522220 € - Erba - 32S/24Q/24D Singolare - Doppio                   | Julian Cash Lloyd Glasspool 6-3, 6(5)-7, [10-6]     | Nikola Mektić Michael Venus     | Roberto Bautista Agut Jack Draper       | Arthur Rinderknech Holger Rune Jacob Fearnley Brandon Nakashima    |
| 23 giugno           | Mallorca Championships Calvià, Spagna ATP Tour 250 596035 € - Erba - 28S/16Q/16D Singolare - Doppio                               | Tallon Griekspoor 7-5, 7-6(3)                       | Corentin Moutet                 | Alex Michelsen Félix Auger-Aliassime    | Learner Tien Roberto Bautista Agut Gabriel Diallo Hamad Međedović  |
| 23 giugno           | Mallorca Championships Calvià, Spagna ATP Tour 250 596035 € - Erba - 28S/16Q/16D Singolare - Doppio                               | Santiago González Austin Krajicek 6-1, 1-6, [15-13] | Yuki Bhambri Robert Galloway    | Alex Michelsen Félix Auger-Aliassime    | Learner Tien Roberto Bautista Agut Gabriel Diallo Hamad Međedović  |
| 23 giugno           | Eastbourne Open Eastbourne, Gran Bretagna ATP Tour 250 756875 € - Erba - 28S/16Q/16D Singolare - Doppio                           | Taylor Fritz 7-5, 6-1                               | Jenson Brooksby                 | Alejandro Davidovich Fokina Ugo Humbert | Marcos Giron Jakub Menšík Billy Harris Daniel Evans                |
| 23 giugno           | Eastbourne Open Eastbourne, Gran Bretagna ATP Tour 250 756875 € - Erba - 28S/16Q/16D Singolare - Doppio                           | Julian Cash Lloyd Glasspool 6-4, 7-6(5)             | Ariel Behar Joran Vliegen       | Alejandro Davidovich Fokina Ugo Humbert | Marcos Giron Jakub Menšík Billy Harris Daniel Evans                |
| 30 giugno 13 luglio | Torneo di Wimbledon Londra, Gran Bretagna Grande Slam 24919000 £ - Erba - 128S/128Q/64D/16Q/48X Singolare - Doppio - Doppio misto | Jannik Sinner 4-6, 6-4, 6-4, 6-4                    | Carlos Alcaraz                  | Novak Đoković Taylor Fritz              | Ben Shelton Flavio Cobolli Karen Chačanov Cameron Norrie           |
| 30 giugno 13 luglio | Torneo di Wimbledon Londra, Gran Bretagna Grande Slam 24919000 £ - Erba - 128S/128Q/64D/16Q/48X Singolare - Doppio - Doppio misto | Julian Cash Lloyd Glasspool 6-2, 7-6(3)             | Rinky Hijikata David Pel        | Novak Đoković Taylor Fritz              | Ben Shelton Flavio Cobolli Karen Chačanov Cameron Norrie           |
| 30 giugno 13 luglio | Torneo di Wimbledon Londra, Gran Bretagna Grande Slam 24919000 £ - Erba - 128S/128Q/64D/16Q/48X Singolare - Doppio - Doppio misto | Sem Verbeek Kateřina Siniaková 7-6(3), 7-6(3)       | Joe Salisbury Luisa Stefani     | Novak Đoković Taylor Fritz              | Ben Shelton Flavio Cobolli Karen Chačanov Cameron Norrie           |

### Luglio
| Settimana          | Torneo | Campioni                                              | Finalisti                        | Semifinalisti                              | Eliminati ai quarti di finale                                              |
| ------------------ | --- | ----------------------------------------------------- | -------------------------------- | ------------------------------------------ | -------------------------------------------------------------------------- |
| 14 luglio          | Los Cabos Open Los Cabos, Messico ATP Tour 250 889890 $ - Cemento - 28S/16Q/16D Singolare - Doppio              | Denis Shapovalov 6-4, 6-2                             | Aleksandar Kovacevic             | Andrej Rublëv Adam Walton                  | Emilio Nava Juan Pablo Ficovich Tristan Schoolkate James Duckworth         |
| 14 luglio          | Los Cabos Open Los Cabos, Messico ATP Tour 250 889890 $ - Cemento - 28S/16Q/16D Singolare - Doppio              | Robert Cash James Tracy 7-6(4), 6-4                   | Blake Bayldon Tristan Schoolkate | Andrej Rublëv Adam Walton                  | Emilio Nava Juan Pablo Ficovich Tristan Schoolkate James Duckworth         |
| 14 luglio          | Swedish Open Båstad, Svezia ATP Tour 250 596035 € - Terra rossa - 28S/16Q/16D Singolare - Doppio                | Luciano Darderi 6-4, 3-6, 6-3                         | Jesper de Jong                   | Francisco Cerúndolo Camilo Ugo Carabelli   | Damir Džumhur Sebastián Báez Filip Misolic Tallon Griekspoor               |
| 14 luglio          | Swedish Open Båstad, Svezia ATP Tour 250 596035 € - Terra rossa - 28S/16Q/16D Singolare - Doppio                | Guido Andreozzi Sander Arends 6(4)-7, 7-5, [10-6]     | Adam Pavlásek Jan Zieliński      | Francisco Cerúndolo Camilo Ugo Carabelli   | Damir Džumhur Sebastián Báez Filip Misolic Tallon Griekspoor               |
| 14 luglio          | Swiss Open Gstaad, Svizzera ATP Tour 250 596035 € - Terra rossa - 28S/16Q/16D Singolare - Doppio                | Aleksandr Bublik 6-4, 4-6, 6-3                        | Juan Manuel Cerúndolo            | Ignacio Buse Arthur Cazaux                 | Casper Ruud Román Andrés Burruchaga Jérôme Kym Francisco Comesaña          |
| 14 luglio          | Swiss Open Gstaad, Svizzera ATP Tour 250 596035 € - Terra rossa - 28S/16Q/16D Singolare - Doppio                | Francisco Cabral Lucas Miedler 6(4)-7, 7-6(4), [10-3] | Hendrik Jebens Albano Olivetti   | Ignacio Buse Arthur Cazaux                 | Casper Ruud Román Andrés Burruchaga Jérôme Kym Francisco Comesaña          |
| 21 luglio          | Washington Open Washington, Stati Uniti ATP Tour 500 2396115 $ - Cemento - 48S/24Q/16D Singolare - Doppio       | Alex de Minaur 5-7, 6-1, 7-6(3)                       | Alejandro Davidovich Fokina      | Ben Shelton Corentin Moutet                | Taylor Fritz Frances Tiafoe Daniil Medvedev Brandon Nakashima              |
| 21 luglio          | Washington Open Washington, Stati Uniti ATP Tour 500 2396115 $ - Cemento - 48S/24Q/16D Singolare - Doppio       | Simone Bolelli Andrea Vavassori 6-3, 6-4              | Hugo Nys Édouard Roger-Vasselin  | Ben Shelton Corentin Moutet                | Taylor Fritz Frances Tiafoe Daniil Medvedev Brandon Nakashima              |
| 21 luglio          | Austrian Open Kitzbühel Kitzbühel, Austria ATP Tour 250 596035 € - Terra rossa - 28S/16Q/16D Singolare - Doppio | Aleksandr Bublik 6-4, 6-3                             | Arthur Cazaux                    | Botic van de Zandschulp Arthur Rinderknech | Aleksandr Ševčenko Thiago Seyboth Wild Jan-Lennard Struff Yannick Hanfmann |
| 21 luglio          | Austrian Open Kitzbühel Kitzbühel, Austria ATP Tour 250 596035 € - Terra rossa - 28S/16Q/16D Singolare - Doppio | Petr Nouza Patrik Rikl 1-6, 7-6(3), [10-5]            | Neil Oberleitner Joel Schwärzler | Botic van de Zandschulp Arthur Rinderknech | Aleksandr Ševčenko Thiago Seyboth Wild Jan-Lennard Struff Yannick Hanfmann |
| 21 luglio          | Croatia Open Umag Umago, Croazia ATP Tour 250 596035 € - Terra rossa - 28S/16Q/16D Singolare - Doppio           | Luciano Darderi 6-3, 6-3                              | Carlos Taberner                  | Damir Džumhur Camilo Ugo Carabelli         | Jesper de Jong Titouan Droguet Pablo Llamas Ruiz Dino Prižmić              |
| 21 luglio          | Croatia Open Umag Umago, Croazia ATP Tour 250 596035 € - Terra rossa - 28S/16Q/16D Singolare - Doppio           | Romain Arneodo Manuel Guinard 7-5, 7-6(2)             | Patrik Trhac Marcus Willis       | Damir Džumhur Camilo Ugo Carabelli         | Jesper de Jong Titouan Droguet Pablo Llamas Ruiz Dino Prižmić              |
| 27 luglio 4 agosto | Canadian Open Toronto, Canada ATP Tour Masters 1000 9193540 $ - Cemento - 96S/48Q/32D Singolare - Doppio        | Ben Shelton 6(5)-7, 6-4, 7-6(3)                       | Karen Chačanov                   | Alexander Zverev Taylor Fritz              | Alexei Popyrin Alex Michelsen Alex de Minaur Andrej Rublëv                 |
| 27 luglio 4 agosto | Canadian Open Toronto, Canada ATP Tour Masters 1000 9193540 $ - Cemento - 96S/48Q/32D Singolare - Doppio        | Julian Cash Lloyd Glasspool 6-3, 6(5)-7, [13-11]      | Joe Salisbury Neal Skupski       | Alexander Zverev Taylor Fritz              | Alexei Popyrin Alex Michelsen Alex de Minaur Andrej Rublëv                 |

### Agosto
| Settimana             | Torneo | Campioni                                  | Finalisti                      | Semifinalisti                   | Eliminati ai quarti di finale                               |
| --------------------- | --- | ----------------------------------------- | ------------------------------ | ------------------------------- | ----------------------------------------------------------- |
| 7 agosto 18 agosto    | Cincinnati Open Mason, Stati Uniti ATP Tour Masters 1000 9193540 $ - Cemento - 96S/48Q/32D Singolare - Doppio  | Carlos Alcaraz 5-0, rit.                  | Jannik Sinner                  | Térence Atmane Alexander Zverev | Félix Auger-Aliassime Holger Rune Ben Shelton Andrej Rublëv |
| 7 agosto 18 agosto    | Cincinnati Open Mason, Stati Uniti ATP Tour Masters 1000 9193540 $ - Cemento - 96S/48Q/32D Singolare - Doppio  | Nikola Mektić Rajeev Ram 4-6, 6-3, [10-5] | Lorenzo Musetti Lorenzo Sonego | Térence Atmane Alexander Zverev | Félix Auger-Aliassime Holger Rune Ben Shelton Andrej Rublëv |
| 18 agosto             | Winston-Salem Open Winston-Salem, Stati Uniti ATP Tour 250 798335 $ - Cemento - 48S/32Q/16D Singolare - Doppio |                                           |                                |                                 |                                                             |
| 18 agosto             | Winston-Salem Open Winston-Salem, Stati Uniti ATP Tour 250 798335 $ - Cemento - 48S/32Q/16D Singolare - Doppio |                                           |                                |                                 |                                                             |
| 24 agosto 7 settembre | US Open New York, Stati Uniti Grande Slam $ - Cemento 128S/128Q/64D/32X Singolare - Doppio - Doppio misto      |                                           |                                |                                 |                                                             |
| 24 agosto 7 settembre | US Open New York, Stati Uniti Grande Slam $ - Cemento 128S/128Q/64D/32X Singolare - Doppio - Doppio misto      |                                           |                                |                                 |                                                             |
| 24 agosto 7 settembre | US Open New York, Stati Uniti Grande Slam $ - Cemento 128S/128Q/64D/32X Singolare - Doppio - Doppio misto      |                                           |                                |                                 |                                                             |

### Settembre
| Settimana              | Torneo                                                                                             | Campioni | Finalisti | Semifinalisti | Eliminati ai quarti di finale |
| ---------------------- | -------------------------------------------------------------------------------------------------- | -------- | --------- | ------------- | ----------------------------- |
| 9 settembre            | Coppa Davis - Qualificazioni secondo turno Torneo a squadre misto Cemento (i) - 16 squadre         |          |           |               |                               |
| 15 settembre           | Laver Cup San Francisco, Stati Uniti Torneo a squadre Cemento (i) - 12S                            |          |           |               |                               |
| 15 settembre           | Chengdu Open Chengdu, Cina ATP Tour 250 $ - Cemento - 28S/16Q/16D Singolare - Doppio               |          |           |               |                               |
| 15 settembre           | |          |           |               |                               |
| 15 settembre           | Hangzhou Open Hangzhou, Cina ATP Tour 250 $ - Cemento - 28S/16S/16D Singolare - Doppio             |          |           |               |                               |
| 15 settembre           | |          |           |               |                               |
| 22 settembre           | China Open Pechino, Cina ATP Tour 500 $ - Cemento (i) - 32S/16Q/16D Singolare - Doppio             |          |           |               |                               |
| 22 settembre           | China Open Pechino, Cina ATP Tour 500 $ - Cemento (i) - 32S/16Q/16D Singolare - Doppio             |          |           |               |                               |
| 22 settembre           | Japan Open Tokyo, Giappone ATP Tour 500 $ - Cemento - 32S/16Q/16D Singolare - Doppio               |          |           |               |                               |
| 22 settembre           | |          |           |               |                               |
| 29 settembre 6 ottobre | Shanghai Masters Shanghai, Cina ATP Tour Masters 1000 $ - Cemento - 96S/48Q/32D Singolare - Doppio |          |           |               |                               |
| 29 settembre 6 ottobre | Shanghai Masters Shanghai, Cina ATP Tour Masters 1000 $ - Cemento - 96S/48Q/32D Singolare - Doppio |          |           |               |                               |

### Ottobre
| Settimana  | Torneo                                                                                               | Campioni | Finalisti | Semifinalisti | Eliminati ai quarti di finale |
| ---------- | --- | -------- | --------- | ------------- | ----------------------------- |
| 13 ottobre | Almaty Open Almaty, Kazakistan ATP Tour 250 € - Cemento (i) - 28S/32Q/16D Singolare - Doppio         |          |           |               |                               |
| 13 ottobre | Almaty Open Almaty, Kazakistan ATP Tour 250 € - Cemento (i) - 28S/32Q/16D Singolare - Doppio         |          |           |               |                               |
| 13 ottobre | European Open Anversa, Belgio ATP Tour 250 € - Cemento (i) - 28S/32Q/16D Singolare - Doppio          |          |           |               |                               |
| 13 ottobre | |          |           |               |                               |
| 13 ottobre | Stockholm Open Stoccolma, Svezia ATP Tour 250 € - Cemento (i) - 28S/32Q/16D Singolare - Doppio       |          |           |               |                               |
| 13 ottobre | |          |           |               |                               |
| 20 ottobre | Swiss Indoors Basilea, Svizzera ATP Tour 500 € - Cemento (i) - 32S/16Q/16D Singolare - Doppio        |          |           |               |                               |
| 20 ottobre | Swiss Indoors Basilea, Svizzera ATP Tour 500 € - Cemento (i) - 32S/16Q/16D Singolare - Doppio        |          |           |               |                               |
| 20 ottobre | Vienna Open Vienna, Austria ATP Tour 500 € - Cemento (i) - 32S/16Q/16D Singolare - Doppio            |          |           |               |                               |
| 20 ottobre | |          |           |               |                               |
| 27 ottobre | Paris Masters Parigi, Francia ATP Tour Masters 1000 € - Cemento (i) - 56S/24Q/32D Singolare - Doppio |          |           |               |                               |
| 27 ottobre | Paris Masters Parigi, Francia ATP Tour Masters 1000 € - Cemento (i) - 56S/24Q/32D Singolare - Doppio |          |           |               |                               |

### Novembre
| Settimana   | Torneo                                                                                            | Campioni | Finalisti | Semifinalisti | Eliminati ai quarti di finale |
| ----------- | ------------------------------------------------------------------------------------------------- | -------- | --------- | ------------- | ----------------------------- |
| 3 novembre  | Hellenic Championship Atene, Grecia ATP Tour 250 € - Cemento (i) - 28S/16Q/16D Singolare - Doppio |          |           |               |                               |
| 3 novembre  | Hellenic Championship Atene, Grecia ATP Tour 250 € - Cemento (i) - 28S/16Q/16D Singolare - Doppio |          |           |               |                               |
| 3 novembre  | Moselle Open Metz, Francia ATP Tour 250 € - Cemento (i) - 28S/16Q/16D Singolare - Doppio          |          |           |               |                               |
| 3 novembre  |                                                                                                   |          |           |               |                               |
| 10 novembre | ATP Finals Torino, Italia $ - Cemento (i) - 8S/8D (RR) Singolare - Doppio                         |          |           |               |                               |
| 10 novembre | ATP Finals Torino, Italia $ - Cemento (i) - 8S/8D (RR) Singolare - Doppio                         |          |           |               |                               |
| 18 novembre | Coppa Davis - Fase finale Bologna, Italia Torneo a squadre misto € - Cemento (i) - 8 squadre      |          |           |               |                               |

### Dicembre
| Settimana | Torneo                                                                        | Campioni | Finalisti | Semifinalisti | Eliminati ai quarti di finale |
| --------- | ----------------------------------------------------------------------------- | -------- | --------- | ------------- | ----------------------------- |
| tbd       | Next Gen ATP Finals Gedda, Arabia Saudita $ - Cemento (i) - 8S (RR) Singolare |          |           |               |                               |

## Statistiche
Dati aggiornati al 10 febbraio 2025.
Questa tabella elenca il numero di tornei vinti da ogni giocatori durante la stagione nei tornei di singolare, doppio e doppio misto. Vengono presi in considerazione tutti i tornei organizzati dall'ATP. Per la compilazione di questa tabella valgono i seguenti criteri:
1. Numero totale di tornei vinti (un torneo di doppio vinto da due atleti della stessa nazione viene considerato come un'unica vittoria per quella nazione)
2. Importanza dei tornei vinti
3. A parità, un torneo singolare vale più di un doppio e di un doppio misto
4. Ordine cronologico

### Legenda colori
| Tornei del Grande Slam |
| Finals                 |
| ATP 1000               |
| ATP 500                |
| ATP 250                |

### Titoli vinti per giocatore
| Totale | Giocatore                     | Grand Slam | Grand Slam | Grand Slam | Finals | Finals | ATP 1000 | ATP 1000 | ATP 500 | ATP 500 | ATP 250 | ATP 250 | Totali | Totali | Totali |
| Totale | Giocatore                     | S          | D          | M          | S      | D      | S        | D        | S       | D       | S       | D       | S      | D      | M      |
| ------ | ----------------------------- | ---------- | ---------- | ---------- | ------ | ------ | -------- | -------- | ------- | ------- | ------- | ------- | ------ | ------ | ------ |
| 5      | Carlos Alcaraz (ESP)          | ●          |            |            |        |        | ● ●      |          | ● ●     |         |         |         | 5      | 0      | 0      |
| 2      | Simone Bolelli (ITA)          |            |            |            |        |        |          |          |         | ●       |         | ●       | 0      | 2      | 0      |
| 2      | Andrea Vavassori (ITA)        |            |            |            |        |        |          |          |         | ●       |         | ●       | 0      | 2      | 0      |
| 2      | Félix Auger-Aliassime (CAN)   |            |            |            |        |        |          |          |         |         | ●       |         | 2      | 0      | 0      |
| 2      | Jannik Sinner (ITA)           | ●          |            |            |        |        |          |          |         |         |         |         | 2      | 0      | 0      |
| 1      | Harri Heliövaara (FIN)        |            | ●          |            |        |        |          |          |         |         |         |         | 0      | 1      | 0      |
| 1      | Henry Patten (GBR)            |            | ●          |            |        |        |          |          |         |         |         |         | 0      | 1      | 0      |
| 1      | John Peers (AUS)              |            |            | ●          |        |        |          |          |         |         |         |         | 0      | 0      | 1      |
| 1      | Denis Shapovalov (CAN)        |            |            |            |        |        |          |          | ●       |         |         |         | 1      | 0      | 0      |
| 1      | Christian Harrison (USA)      |            |            |            |        |        |          |          |         | ●       |         |         | 0      | 1      | 0      |
| 1      | Evan King (USA)               |            |            |            |        |        |          |          |         | ●       |         |         | 0      | 1      | 0      |
| 1      | Jiří Lehečka (CZE)            |            |            |            |        |        |          |          |         |         | ●       |         | 1      | 0      | 0      |
| 1      | Alexandre Müller (FRA)        |            |            |            |        |        |          |          |         |         | ●       |         | 1      | 0      | 0      |
| 1      | Gaël Monfils (FRA)            |            |            |            |        |        |          |          |         |         | ●       |         | 1      | 0      | 0      |
| 1      | Sander Arends (NLD)           |            |            |            |        |        |          |          |         |         |         | ●       | 0      | 1      | 0      |
| 1      | Luke Johnson (GBR)            |            |            |            |        |        |          |          |         |         |         | ●       | 0      | 1      | 0      |
| 1      | Julian Cash (GBR)             |            |            |            |        |        |          |          |         |         |         | ●       | 0      | 1      | 0      |
| 1      | Lloyd Glasspool (GBR)         |            |            |            |        |        |          |          |         |         |         | ●       | 0      | 1      | 0      |
| 1      | Nikola Mektić (HRV)           |            |            |            |        |        |          |          |         |         |         | ●       | 0      | 1      | 0      |
| 1      | Michael Venus (NZL)           |            |            |            |        |        |          |          |         |         |         | ●       | 0      | 1      | 0      |
| 1      | Robin Haase (NLD)             |            |            |            |        |        |          |          |         |         |         | ●       | 0      | 1      | 0      |
| 1      | Botic van de Zandschulp (NLD) |            |            |            |        |        |          |          |         |         |         | ●       | 0      | 1      | 0      |

### Finali disputate per giocatore
| Totale | Giocatore                     | Grand Slam | Grand Slam | Grand Slam | Finals | Finals | ATP 1000 | ATP 1000 | ATP 500 | ATP 500 | ATP 250 | ATP 250 | Totali | Totali | Totali |
| Totale | Giocatore                     | S          | D          | M          | S      | D      | S        | D        | S       | D       | S       | D       | S      | D      | M      |
| ------ | ----------------------------- | ---------- | ---------- | ---------- | ------ | ------ | -------- | -------- | ------- | ------- | ------- | ------- | ------ | ------ | ------ |
| 3      | Simone Bolelli (ITA)          |            | ●          |            |        |        |          |          |         | ●       |         | ●       | 0      | 3      | 0      |
| 3      | Andrea Vavassori (ITA)        |            | ●          |            |        |        |          |          |         | ●       |         | ●       | 0      | 3      | 0      |
| 2      | Christian Harrison (USA)      |            |            |            |        |        |          |          |         | ●       |         | ●       | 0      | 2      | 0      |
| 2      | Sander Gillé (BEL)            |            |            |            |        |        |          |          |         | ●       |         | ●       | 0      | 2      | 0      |
| 2      | Jan Zieliński (POL)           |            |            |            |        |        |          |          |         | ●       |         | ●       | 0      | 2      | 0      |
| 2      | Félix Auger-Aliassime (CAN)   |            |            |            |        |        |          |          |         |         | ●       |         | 2      | 0      | 0      |
| 2      | Jiří Lehečka (CZE)            |            |            |            |        |        |          |          |         |         | ●       | ●       | 1      | 1      | 0      |
| 1      | Jannik Sinner (ITA)           | ●          |            |            |        |        |          |          |         |         |         |         | 1      | 0      | 0      |
| 1      | Alexander Zverev (DEU)        | ●          |            |            |        |        |          |          |         |         |         |         | 1      | 0      | 0      |
| 1      | Harri Heliövaara (FIN)        |            | ●          |            |        |        |          |          |         |         |         |         | 0      | 1      | 0      |
| 1      | Henry Patten (GBR)            |            | ●          |            |        |        |          |          |         |         |         |         | 0      | 1      | 0      |
| 1      | John Peers (AUS)              |            |            | ●          |        |        |          |          |         |         |         |         | 0      | 0      | 1      |
| 1      | John-Patrick Smith (AUS)      |            |            | ●          |        |        |          |          |         |         |         |         | 0      | 0      | 1      |
| 1      | Carlos Alcaraz (ESP)          |            |            |            |        |        |          |          | ●       |         |         |         | 1      | 0      | 0      |
| 1      | Alex de Minaur (AUS)          |            |            |            |        |        |          |          | ●       |         |         |         | 1      | 0      | 0      |
| 1      | Denis Shapovalov (CAN)        |            |            |            |        |        |          |          | ●       |         |         |         | 1      | 0      | 0      |
| 1      | Casper Ruud (NOR)             |            |            |            |        |        |          |          | ●       |         |         |         | 1      | 0      | 0      |
| 1      | Evan King (USA)               |            |            |            |        |        |          |          |         | ●       |         |         | 0      | 1      | 0      |
| 1      | Ariel Behar (URY)             |            |            |            |        |        |          |          |         | ●       |         |         | 0      | 1      | 0      |
| 1      | Robert Galloway (USA)         |            |            |            |        |        |          |          |         | ●       |         |         | 0      | 1      | 0      |
| 1      | Alexandre Müller (FRA)        |            |            |            |        |        |          |          |         |         | ●       |         | 1      | 0      | 0      |
| 1      | Kei Nishikori (JPN)           |            |            |            |        |        |          |          |         |         | ●       |         | 1      | 0      | 0      |
| 1      | Reilly Opelka (USA)           |            |            |            |        |        |          |          |         |         | ●       |         | 1      | 0      | 0      |
| 1      | Gaël Monfils (FRA)            |            |            |            |        |        |          |          |         |         | ●       |         | 1      | 0      | 0      |
| 1      | Zizou Bergs (BEL)             |            |            |            |        |        |          |          |         |         | ●       |         | 1      | 0      | 0      |
| 1      | Sebastian Korda (USA)         |            |            |            |        |        |          |          |         |         | ●       |         | 1      | 0      | 0      |
| 1      | Aleksandar Kovacevic (USA)    |            |            |            |        |        |          |          |         |         | ●       |         | 1      | 0      | 0      |
| 1      | Ugo Humbert (FRA)             |            |            |            |        |        |          |          |         |         | ●       |         | 1      | 0      | 0      |
| 1      | Miomir Kecmanović (SRB)       |            |            |            |        |        |          |          |         |         | ●       |         | 1      | 0      | 0      |
| 1      | Hamad Međedović (SRB)         |            |            |            |        |        |          |          |         |         | ●       |         | 1      | 0      | 0      |
| 1      | Sander Arends (NLD)           |            |            |            |        |        |          |          |         |         |         | ●       | 0      | 1      | 0      |
| 1      | Luke Johnson (GBR)            |            |            |            |        |        |          |          |         |         |         | ●       | 0      | 1      | 0      |
| 1      | Julian Cash (GBR)             |            |            |            |        |        |          |          |         |         |         | ●       | 0      | 1      | 0      |
| 1      | Lloyd Glasspool (GBR)         |            |            |            |        |        |          |          |         |         |         | ●       | 0      | 1      | 0      |
| 1      | Karen Chačanov (TBA)          |            |            |            |        |        |          |          |         |         |         | ●       | 0      | 1      | 0      |
| 1      | Andrej Rublëv (TBA)           |            |            |            |        |        |          |          |         |         |         | ●       | 0      | 1      | 0      |
| 1      | Jakub Menšík (CZE)            |            |            |            |        |        |          |          |         |         |         | ●       | 0      | 1      | 0      |
| 1      | Nikola Mektić (HRV)           |            |            |            |        |        |          |          |         |         |         | ●       | 0      | 1      | 0      |
| 1      | Michael Venus (NZL)           |            |            |            |        |        |          |          |         |         |         | ●       | 0      | 1      | 0      |
| 1      | Rajeev Ram (USA)              |            |            |            |        |        |          |          |         |         |         | ●       | 0      | 1      | 0      |
| 1      | Kevin Krawietz (DEU)          |            |            |            |        |        |          |          |         |         |         | ●       | 0      | 1      | 0      |
| 1      | Tim Pütz (DEU)                |            |            |            |        |        |          |          |         |         |         | ●       | 0      | 1      | 0      |
| 1      | Robin Haase (NLD)             |            |            |            |        |        |          |          |         |         |         | ●       | 0      | 1      | 0      |
| 1      | Botic van de Zandschulp (NLD) |            |            |            |        |        |          |          |         |         |         | ●       | 0      | 1      | 0      |
| 1      | Tallon Griekspoor (NLD)       |            |            |            |        |        |          |          |         |         |         | ●       | 0      | 1      | 0      |
| 1      | Bart Stevens (NLD)            |            |            |            |        |        |          |          |         |         |         | ●       | 0      | 1      | 0      |
| 1      | Benjamin Bonzi (FRA)          |            |            |            |        |        |          |          |         |         |         | ●       | 0      | 1      | 0      |
| 1      | Pierre-Hugues Herbert (FRA)   |            |            |            |        |        |          |          |         |         |         | ●       | 0      | 1      | 0      |
| 1      | Guido Andreozzi (ARG)         |            |            |            |        |        |          |          |         |         |         | ●       | 0      | 1      | 0      |
| 1      | Théo Arribagé (FRA)           |            |            |            |        |        |          |          |         |         |         | ●       | 0      | 1      | 0      |

### Titoli vinti per nazione
| Totale | Nazione         | Grand Slam | Grand Slam | Grand Slam | Finals | Finals | ATP 1000 | ATP 1000 | ATP 500 | ATP 500 | ATP 250 | ATP 250 | Totali | Totali | Totali |
| Totale | Nazione         | S          | D          | M          | S      | D      | S        | D        | S       | D       | S       | D       | S      | D      | M      |
| ------ | --------------- | ---------- | ---------- | ---------- | ------ | ------ | -------- | -------- | ------- | ------- | ------- | ------- | ------ | ------ | ------ |
| 5      | Italia          | 1          |            |            |        |        |          |          |         | 1       | 2       | 1       | 3      | 2      | 0      |
| 3      | Gran Bretagna   |            | 1          |            |        |        |          |          |         |         |         | 2       | 0      | 3      | 0      |
| 3      | Canada          |            |            |            |        |        |          |          | 1       |         | 2       |         | 3      | 0      | 0      |
| 2      | Francia         |            |            |            |        |        |          |          |         |         | 2       |         | 2      | 0      | 0      |
| 2      | Paesi Bassi     |            |            |            |        |        |          |          |         |         |         | 2       | 0      | 2      | 0      |
| 1      | Finlandia       |            | 1          |            |        |        |          |          |         |         |         |         | 0      | 1      | 0      |
| 1      | Australia       |            |            | 1          |        |        |          |          |         |         |         |         | 0      | 0      | 1      |
| 1      | Spagna          |            |            |            |        |        |          |          | 1       |         |         |         | 1      | 0      | 0      |
| 1      | Stati Uniti     |            |            |            |        |        |          |          |         | 1       |         |         | 0      | 1      | 0      |
| 1      | Repubblica Ceca |            |            |            |        |        |          |          |         |         | 1       |         | 1      | 0      | 0      |
| 1      | Croazia         |            |            |            |        |        |          |          |         |         |         | 1       | 0      | 1      | 0      |
| 1      | Nuova Zelanda   |            |            |            |        |        |          |          |         |         |         | 1       | 0      | 1      | 0      |

### Dati sui titoli

#### Primo titolo
I seguenti giocatori hanno vinto il loro primo torneo nel Tour ATP (in tornei di singolare, doppio e doppio misto):

#### Singolare
- Alexandre Müller (27 anni, 11 mesi, 4 giorni) – Hong Kong (tabellone)
- João Fonseca (18 anni, 5 mesi, 26 giorni) - Buenos Aires (tabellone)
- Tomáš Macháč (24 anni, 4 mesi, 16 giorni) - Acapulco (tabellone)
- Jakub Menšík (19 anni, 6 mesi, 29 giorni) - Miami (tabellone)
- Flavio Cobolli (22 anni, 11 mesi) - Bucarest (tabellone)
- Jenson Brooksby (26 anni, 5 mesi, 11 giorni) - Houston (tabellone)
- Gabriel Diallo (23 anni, 8 mesi, 22 giorni) - 's-Hertogenbosch (tabellone)

#### Doppio
- Christian Harrison (30 anni, 8 mesi, 12 giorni) – Dallas (tabellone)
- Evan King (32 anni, 10 mesi, 15 giorni) – Dallas (tabellone)
- Brandon Nakashima (23 anni, 6 mesi, 13 giorni) - Delray Beach (tabellone)
- Théo Arribagé (24 anni, 4 mesi, 7 giorni) - Buenos Aires (tabellone)
- Benjamin Bonzi (28 anni, 8 mesi, 7 giorni) - Marsiglia (tabellone)
- Alexei Popyrin (25 anni, 6 mesi, 24 giorni) - Dubai (tabellone)
- Petr Nouza (26 anni, 6 mesi, 27 giorni) - Marrakech (tabellone)
- Patrik Rikl (26 anni, 2 mesi, 30 giorni) - Marrakech (tabellone)
- Manuel Guinard (29 anni, 4 mesi, 28 giorni) - Monte Carlo (tabellone)
- Robert Cash (24 anni, 4 mesi, 12 giorni) - Los Cabos (tabellone)
- James Tracy (23 anni, 9 giorni) - Los Cabos (tabellone)

#### Doppio misto
- Sem Verbeek (31 anni, 2 mesi, 28 giorni) - Wimbledon (tabellone)

#### Difesa del titolo
I seguenti giocatori sono riusciti a difendere il titolo conquistato nella stagione precedente in tornei di singolare, doppio e doppio misto:

#### Singolare
- Jannik Sinner – Australian Open (tabellone)
- Ugo Humbert - Marsiglia (tabellone)
- Sebastián Báez - Rio de Janeiro (tabellone)
- Carlos Alcaraz - Roland Garros (tabellone)
- Taylor Fritz - Eastbourne (tabellone)

#### Doppio
- Lloyd Glasspool – Brisbane (tabellone)
- Nikola Mektić – Auckland (tabellone)
- Marcelo Melo - Rio de Janeiro (tabellone)

### Best Ranking
I seguenti giocatori hanno ottenuto in questa stagione il loro best ranking nella Top 50 (in grassetto i giocatori che hanno raggiunto la top 10). 

#### Singolare
- Giovanni Mpetshi Perricard (n. 29 il 24 febbraio)
- Pedro Martínez (n. 36 il 24 febbraio)
- Tomáš Macháč (n. 20 il 3 Marzo)
- Arthur Fils (n. 14 il 14 Aprile)
- Francisco Cerúndolo (n. 18 il 5 maggio)
- Brandon Nakashima (n. 29 il 5 maggio)
- Zizou Bergs (n. 49 il 19 Maggio)
- Jack Draper (n. 4 il 9 Giugno)
- Lorenzo Musetti (n. 6 il 9 Giugno)
- Tommy Paul (n. 8 il 9 Giugno)
- Jacob Fearnley (n. 49 il 9 giugno)
- Quentin Halys (n. 46 il 30 giugno)
- Alex Michelsen (n.  30 il 14 luglio)
- Flavio Cobolli (n. 17 il 28 luglio)
- Ben Shelton (n. 6 il 4 agosto)
- Alejandro Davidovich Fokina (n. 18 il 4 agosto)
- Alexei Popyrin (n. 19 il 4 agosto)
- Jakub Menšík (n. 16 il 18 agosto)
- Jiří Lehečka (n. 21 il 18 agosto)
- Gabriel Diallo (n. 33 il 18 agosto)
- Alexandre Müller (n. 38 il 18 agosto)
- Corentin Moutet (n. 41 il 18 agosto)
- Camilo Ugo Carabelli (n. 43 il 18 agosto)
- João Fonseca (n. 44 il 18 agosto)
- Jaume Munar (n. 46 il 18 agosto)
- Learner Tien (n. 48 il 18 agosto)

#### Doppio
- Simone Bolelli (n. 6 il 13 gennaio)
- Henry Patten (n. 3 il 27 gennaio)
- Nathaniel Lammons (n. 17 il 27 gennaio)
- Kevin Krawietz (n. 5 il 10 Febbraio)
- Robert Galloway (n. 25 il 10 Febbraio)
- Tim Pütz (n. 6 il 17 Febbraio)
- Harri Heliövaara (n. 3 il 31 Marzo)
- Yuki Bhambri (n. 26 on March 31)
- Sebastian Korda (n. 46 il 31 Marzo)
- Manuel Guinard (n. 36 il 14 Aprile)
- Evan King (n. 18 il 5 maggio)
- André Göransson (n. 26 il 19 maggio)
- Sem Verbeek (n. 29 il 19 maggio)
- Fabien Reboul (n. 22 il 26 maggio)
- Sadio Doumbia (n. 26 il 26 maggio)
- Constantin Frantzen (n. 42 il 9 giugno)
- Christian Harrison (n. 17 il 14 luglio)
- David Pel (n. 37 il 14 luglio)
- Sander Arends (n. 23 il 21 luglio)
- Luke Johnson (n. 28 il 21 luglio)
- Guido Andreozzi (n. 40 il 4 agosto)
- Fernando Romboli (n. 44 il 4 agosto)
- John-Patrick Smith (n. 50 il 4 agosto)
- Lloyd Glasspool (n. 1 il 18 agosto)
- Julian Cash (n. 2 il 18 agosto)
- Lucas Miedler (n. 28 il 18 agosto)
- Francisco Cabral (n. 29 il 18 agosto)
- Romain Arneodo (n. 39 il 18 agosto)
- Théo Arribagé (n. 48 il 18 agosto)

## Ranking ATP
Le seguenti tabelle elencano le prime 20 posizioni del ranking annuale (race ranking) e del ranking perpetuo (ATP Ranking) per il singolare, il doppio e le coppie di doppio.

### Singolare
| 1  | Jannik Sinner (ITA)         | 2 000 | 1 |
| 2  | Alexander Zverev (DEU)      | 1 355 | 2 |
| 3  | Carlos Alcaraz (ESP)        | 900   | 2 |
| 4  | Novak Đoković (SRB)         | 850   | 2 |
| 5  | Ben Shelton (USA)           | 850   | 3 |
| 6  | Alex de Minaur (AUS)        | 785   | 3 |
| 7  | Tommy Paul (USA)            | 700   | 3 |
| 8  | Félix Auger-Aliassime (CAN) | 605   | 5 |
| 9  | Denis Shapovalov (CAN)      | 575   | 4 |
| 10 | Jiří Lehečka (CZE)          | 500   | 2 |
| 11 | Gaël Monfils (FRA)          | 475   | 3 |
| 12 | Casper Ruud (NOR)           | 465   | 3 |
| 13 | Lorenzo Sonego (ITA)        | 450   | 4 |
| 14 | Taylor Fritz (USA)          | 445   | 3 |
| 15 | Hubert Hurkacz (POL)        | 315   | 3 |
| 16 | Reilly Opelka (USA)         | 315   | 3 |
| 17 | Jaume Munar (ESP)           | 310   | 3 |
| 18 | Aleksandar Kovacevic (USA)  | 307   | 6 |
| 19 | Tomáš Macháč (CZE)          | 285   | 3 |
| 20 | Mattia Bellucci (ITA)       | 283   | 5 |

     Qualificato alle ATP Finals 2025
     Qualificato come alternate alle ATP Finals 2025
| ATP Ranking Singolare, al 18 agosto 2025 | ATP Ranking Singolare, al 18 agosto 2025 | ATP Ranking Singolare, al 18 agosto 2025 | ATP Ranking Singolare, al 18 agosto 2025 | ATP Ranking Singolare, al 18 agosto 2025 |
| N.                                       | Giocatore                                | Punti                                    | +/-                                      |                                          |
| ---------------------------------------- | ---------------------------------------- | ---------------------------------------- | ---------------------------------------- | ---------------------------------------- |
| 1                                        | Jannik Sinner (ITA)                      | 11 480                                   | Stabile                                  |                                          |
| 2                                        | Carlos Alcaraz (ESP)                     | 9 590                                    | Stabile                                  |                                          |
| 3                                        | Alexander Zverev (DEU)                   | 6 230                                    | Stabile                                  |                                          |
| 4                                        | Taylor Fritz (USA)                       | 5 575                                    | Stabile                                  |                                          |
| 5                                        | Jack Draper (GBR)                        | 4 440                                    | Stabile                                  |                                          |
| 6                                        | Ben Shelton (USA)                        | 4 280                                    | Stabile                                  |                                          |
| 7                                        | Novak Đoković (SRB)                      | 4 130                                    | Stabile                                  |                                          |
| 8                                        | Alex de Minaur (AUS)                     | 3 545                                    | Stabile                                  |                                          |
| 9                                        | Karen Chačanov (TBA)                     | 3 240                                    | 3                                        |                                          |
| 10                                       | Lorenzo Musetti (ITA)                    | 3 205                                    | Stabile                                  |                                          |
| 11                                       | Holger Rune (DNK)                        | 3 050                                    | 2                                        |                                          |
| 12                                       | Casper Ruud (NOR)                        | 2 905                                    | 1                                        |                                          |
| 13                                       | Daniil Medvedev (TBA)                    | 2 760                                    | 2                                        |                                          |
| 14                                       | Tommy Paul (USA)                         | 2 610                                    | 2                                        |                                          |
| 15                                       | Andrej Rublëv (TBA)                      | 2 610                                    | 4                                        |                                          |
| 16                                       | Jakub Menšík (CZE)                       | 2 430                                    | 1                                        |                                          |
| 17                                       | Frances Tiafoe (USA)                     | 2 340                                    | 3                                        |                                          |
| 18                                       | Alejandro Davidovich Fokina (ESP)        | 2 185                                    | Stabile                                  |                                          |
| 19                                       | Francisco Cerúndolo (ARG)                | 2 135                                    | 4                                        |                                          |
| 20                                       | Arthur Fils (FRA)                        | 2 120                                    | Stabile                                  |                                          |

#### N. 1 nelranking
| Giocatore     | Da        | A |
| ------------- | --------- | - |
| Jannik Sinner | fine 2024 |   |

### Doppio
| Ranking double race al 10 febbraio 2025 | Ranking double race al 10 febbraio 2025     | Ranking double race al 10 febbraio 2025 | Ranking double race al 10 febbraio 2025 | Ranking double race al 10 febbraio 2025 |
| N.                                      | Giocatori                                   | Punti                                   | T                                       |                                         |
| --------------------------------------- | ------------------------------------------- | --------------------------------------- | --------------------------------------- | --------------------------------------- |
| 1                                       | Harri Heliövaara (FIN) Henry Patten (GBR)   | 2 090                                   | 3                                       |                                         |
| 2                                       | Simone Bolelli (ITA) Andrea Vavassori (ITA) | 1 950                                   | 3                                       |                                         |
| 3                                       | Kevin Krawietz (DEU) Tim Pütz (DEU)         | 960                                     | 3                                       |                                         |
| 4                                       | Julian Cash (GBR) Lloyd Glasspool (GBR)     | 835                                     | 4                                       |                                         |
| 5                                       | André Göransson (SWE) Sem Verbeek (NLD)     | 740                                     | 3                                       |                                         |
| 6                                       | Marcelo Arévalo (SLV) Mate Pavić (HRV)      | 630                                     | 3                                       |                                         |
| 7                                       | Christian Harrison (USA) Evan King (USA)    | 545                                     | 3                                       |                                         |
| 8                                       | Sander Arends (NLD) Luke Johnson (GBR)      | 520                                     | 5                                       |                                         |
| 9                                       | Hugo Nys (MCO) Édouard Roger-Vasselin (FRA) | 495                                     | 3                                       |                                         |
| 10                                      | Sadio Doumbia (FRA) Fabien Reboul (FRA)     | 485                                     | 6                                       |                                         |

     Qualificati alle ATP Finals 2025
     Qualificati come alternate alle ATP Finals 2025
| ATP Ranking Doppio, al 18 agosto 2025 | ATP Ranking Doppio, al 18 agosto 2025 | ATP Ranking Doppio, al 18 agosto 2025 | ATP Ranking Doppio, al 18 agosto 2025 | ATP Ranking Doppio, al 18 agosto 2025 |
| N.                                    | Giocatore                             | Punti                                 | +/-                                   |                                       |
| ------------------------------------- | ------------------------------------- | ------------------------------------- | ------------------------------------- | ------------------------------------- |
| 1                                     | Lloyd Glasspool (GBR)                 | 8 390                                 | 2                                     |                                       |
| 2                                     | Julian Cash (GBR)                     | 7 850                                 | 2                                     |                                       |
| T3                                    | Marcelo Arévalo (SLV)                 | 7 595                                 | 2                                     |                                       |
| T3                                    | Mate Pavić (HRV)                      | 7 595                                 | 2                                     |                                       |
| T5                                    | Harri Heliövaara (FIN)                | 6 330                                 | Stabile                               |                                       |
| T5                                    | Henry Patten (GBR)                    | 6 330                                 | Stabile                               |                                       |
| 7                                     | Kevin Krawietz (DEU)                  | 6 015                                 | 1                                     |                                       |
| 8                                     | Tim Pütz (DEU)                        | 5 925                                 | 2                                     |                                       |
| 9                                     | Nikola Mektić (HRV)                   | 5 580                                 | 6                                     |                                       |
| 10                                    | Neal Skupski (GBR)                    | 5 310                                 | 1                                     |                                       |
| 11                                    | Horacio Zeballos (ARG)                | 4 865                                 | 4                                     |                                       |
| 12                                    | Simone Bolelli (ITA)                  | 4 850                                 | 1                                     |                                       |
| 13                                    | Andrea Vavassori (ITA)                | 4 850                                 | 1                                     |                                       |
| 14                                    | Marcel Granollers (ESP)               | 4 775                                 | 5                                     |                                       |
| 15                                    | Joe Salisbury (GBR)                   | 4 380                                 | 3                                     |                                       |
| 16                                    | Jordan Thompson (AUS)                 | 4 105                                 | Stabile                               |                                       |
| 17                                    | Christian Harrison (USA)              | 3 760                                 | Stabile                               |                                       |
| 18                                    | Evan King (USA)                       | 3 680                                 | Stabile                               |                                       |
| 19                                    | Édouard Roger-Vasselin (FRA)          | 3 375                                 | Stabile                               |                                       |
| 20                                    | Andrés Molteni (ARG)                  | 3 270                                 | 1                                     |                                       |

#### N. 1 nelranking
| Giocatore                  | Da             | A              |
| -------------------------- | -------------- | -------------- |
| Marcelo Arévalo Mate Pavić | fine 2024      | 17 agosto 2025 |
| Lloyd Glasspool            | 18 agosto 2025 |                |

## Distribuzione punti
| Categoria                   | V                       | F                     | SF                  | QF | R16 | R32 | R64 | R128 | Q | Q3 | Q2 | Q1 |
| Grand Slam (128S)           | 2 000                   | 1 300                 | 800                 | 400 | 200 | 100 | 50 | 10 | 30 | 16 | 8 | 0 |
| Grand Slam (64D)            | 2 000                   | 1 200                 | 720                 | 360 | 180 | 90 | 0 | – | 25 | – | 0 | 0 |
| ATP Finals (8S/8D)          | 1 500 (max) 1 100 (min) | 1 000 (max) 600 (min) | 600 (max) 200 (min) | 200 pt per ogni match del round robin vinto 400 pt per vittoria in semifinale, 500 pt per vittoria in finale | 200 pt per ogni match del round robin vinto 400 pt per vittoria in semifinale, 500 pt per vittoria in finale | 200 pt per ogni match del round robin vinto 400 pt per vittoria in semifinale, 500 pt per vittoria in finale | 200 pt per ogni match del round robin vinto 400 pt per vittoria in semifinale, 500 pt per vittoria in finale | 200 pt per ogni match del round robin vinto 400 pt per vittoria in semifinale, 500 pt per vittoria in finale | 200 pt per ogni match del round robin vinto 400 pt per vittoria in semifinale, 500 pt per vittoria in finale | 200 pt per ogni match del round robin vinto 400 pt per vittoria in semifinale, 500 pt per vittoria in finale | 200 pt per ogni match del round robin vinto 400 pt per vittoria in semifinale, 500 pt per vittoria in finale | 200 pt per ogni match del round robin vinto 400 pt per vittoria in semifinale, 500 pt per vittoria in finale |
| ATP Tour Masters 1000 (96S) | 1 000                   | 650                   | 400                 | 200 | 100 | 50 | 30 | 10 | 20 | – | 10 | 0 |
| ATP Tour Masters 1000 (56S) | 1 000                   | 650                   | 400                 | 200 | 100 | 50 | 10 | – | 30 | – | 16 | 0 |
| ATP Tour Masters 1000 (32D) | 1 000                   | 600                   | 360                 | 180 | 90 | 0 | – | – | – | – | – | – |
| ATP Tour 500 (48S)          | 500                     | 330                   | 200                 | 100 | 50 | 25 | 0 | – | 16 | – | 8 | 0 |
| ATP Tour 500 (32S)          | 500                     | 330                   | 200                 | 100 | 50 | 0 | – | – | 25 | – | 13 | 0 |
| ATP Tour 500 (16D)          | 500                     | 300                   | 180                 | 90 | 0 | – | – | – | 45 | – | 25 | 0 |
| ATP Tour 250 (48S)          | 250                     | 165                   | 100                 | 50 | 25 | 13 | 0 | – | 8 | – | 4 | 0 |
| ATP Tour 250 (32S/28S)      | 250                     | 165                   | 100                 | 50 | 25 | 0 | – | – | 13 | – | 7 | 0 |
| ATP Tour 250 (16D)          | 250                     | 150                   | 90                  | 45 | 0 | – | – | – | – | – | – | – |
| United Cup                  | 500 (max)               |                       |                     | | | | | | | | | |

## Ritiri
- Denis Kudla – Annuncia ufficialmente il ritiro il 5 gennaio 2025 durante la United Cup.[5]
- Marcus Daniell – Ufficialmente ritirato il 7 gennaio 2025 dopo aver disputato per l'ultima volta il torneo casalingo di Auckland.[6]
- Luke Saville – Ufficialmente ritirato il 19 gennaio 2025 dopo aver disputato per l'ultima volta gli Australian Open.[7]
- Diego Schwartzman – Nel maggio 2024 ha annunciato il suo ritiro, avvenuto il 13 febbraio 2025 dopo aver giocato l'Open di Argentina.[8]
- Fernando Verdasco - Ufficialmente ritirato il 19 febbraio 2025 dopo aver disputato per l'ultima volta il Qatar Open.
- Ernesto Escobedo - Ufficialmente ritirato il 31 marzo 2025.[9]
- Richard Gasquet – Il 10 ottobre 2024 ha annunciato il suo prossimo ritiro, avvenuto all'Open di Francia 2025.[10]
- Albert Ramos Viñolas - Il 30 marzo 2025 ha annunciato che il 2025 sarà la sua ultima stagione, non specificando a quale torneo chiuderà la carriera professionistica.[11]
- Fabio Fognini - Annuncia a maggio che parteciperà per l'ultima volta agli Internazionali d'Italia anticipando il suo prossimo ritiro dal tennis,[12] che dichiara alcuni giorni dopo l'eliminazione al primo turno di Wimbledon per mano di Carlos Alcaraz.[13]

## Inattività
- Kwon Soon-woo – Inattivo a causa dell'inizio del servizio militare obbligatorio.[14]

## Ritorni in attività
- Filippo Baldi -- Torna a giocare al Cap Cana Challenger in doppio con Fabio Fognini, ma perdono agli ottavi. [15]
- Jack Sock -- Gioca in doppio ai Hall of Fame Open 2025 col miliardario Bill Ackman perdendo 6-1 7-5 con Bernard Tomic e Omar Jasika.[16]